# Tarras Tovar
Erland Tarras Tovar, född 7 december 1955 i Oscars församling i Stockholm, är en svensk squashspelare. 
Han startade sin squashkarriär 1967 i Stockholms squashklubb. Tovar vann fyra svenska juniormästerskap i squash: 1970, 1972, 1973 och 1974. Han blev skotsk juniormästare och finalist i inofficiella junior-VM, Drysdale Cup 1973. Han representerade Sverige i juniorlandslaget från 1970 till 1974.     
Tovar blev svensk junior- och seniormästare samma år 1973 och även svensk seniormästare 1973 och 1976. Han representerade Sverige i flera EM och VM i seniorlandslaget från 1972 till 1977. 1983 till 1984 var han vice ordförande och 1984 till 1985 ordförande i Svenska Squashförbundet. Han representerade Svenska Squashförbundet i International Squash Racket Federation i Toronto 1982, München 1983 och London 1984. 1983 initierade och drev Tovar ett uppmärksammat projekt där en squashbana i glas ställdes upp i Kungsträdgården, Stockholm för att sprida intresse för sporten.     
Tovar arbetade därefter internationellt från 1985 under 17 år i Karachi, Bangkok, Hongkong, Doha och Palma. I Hongkong representerade han Hong Kong Football Club och var klubbmästare 1994 och 1995. Han är livstidsmedlem i HKFC. 